# Coelonia
Coelonia là một chi bướm đêm thuộc họ Sphingidae.

## Các loài
- Coelonia brevis - Rothschild & Jordan 1915
- Coelonia fulvinotata - (Butler 1875)
- Coelonia solani - (Boisduval 1833)